# Soekris

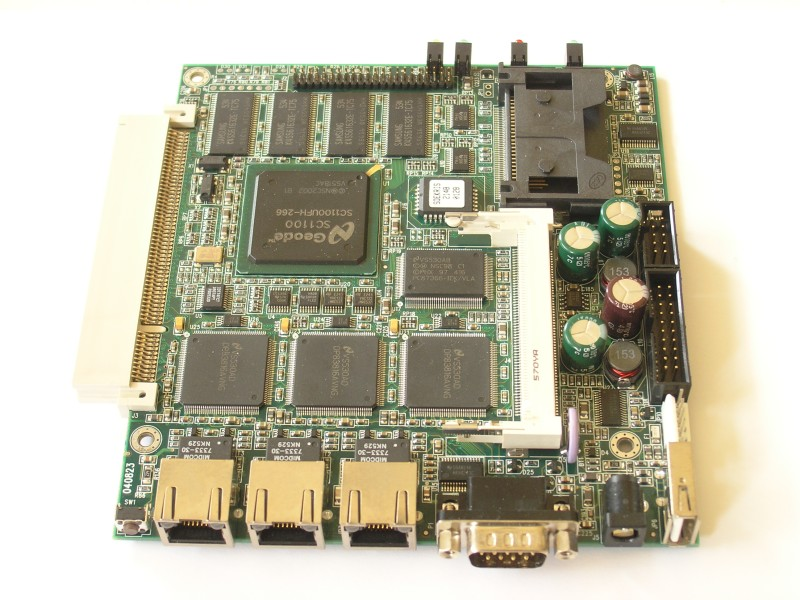
Soekris net4801 board

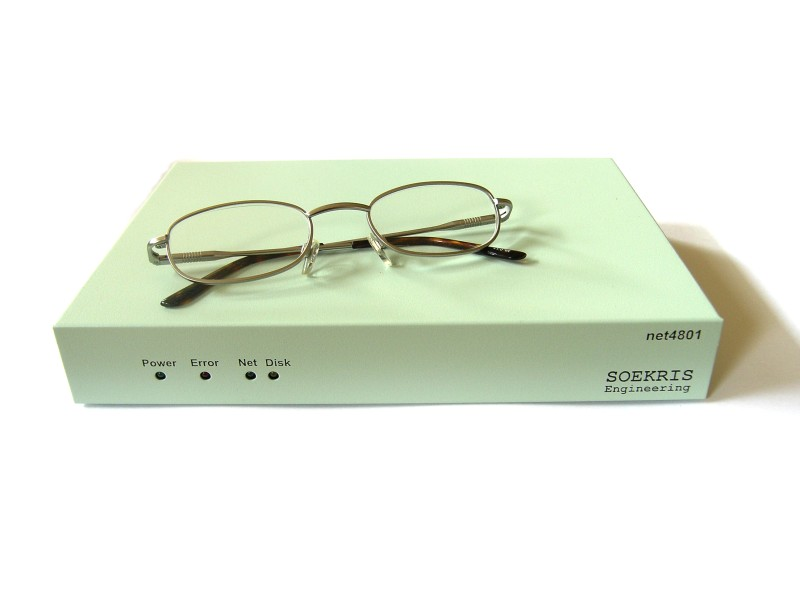
Soekris net4801 case

Soekris Engineering, Inc. è una azienda nota per una piccola piattaforma hardware embedded, principalmente venduta per il mercato OEM.
I dispositivi equipaggiati con queste schede sono tipicamente dei router o altri apparati di rete.
Le schede Soekris sono fornite di processori a singolo chip Geode con architettura x86 e solitamente utilizzano sistemi open source, come FreeBSD, OpenBSD, NetBSD e Linux.
La compagnia Soekris risiede a Santa Cruz (California), USA ed è presieduta dal fondatore Søren Kristensen.
Soekris commercializza anche crypto acceleratori, hardware basato su processori Hifn, dedicati ai sistemi operativi FreeBSD e OpenBSD.